# Hospitalières de Sainte-Marthe de Beaune
Pour les articles homonymes, voir Hospitalière (homonymie).

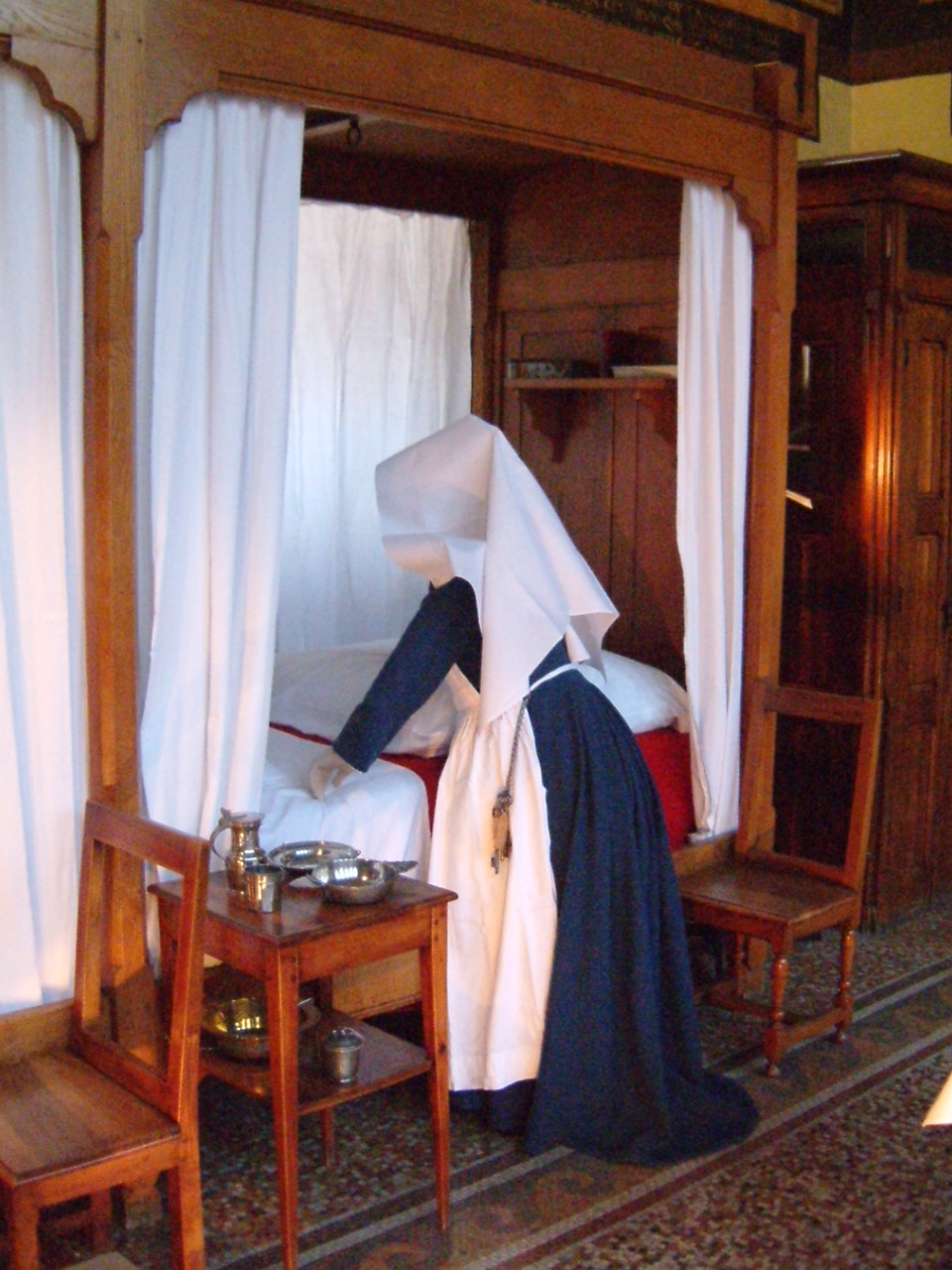
Hospitalière de Sainte-Marthe (reconstitution)

La congrégation des Hospitalières de Sainte-Marthe de Beaune est un institut religieux catholique régulier, de droit pontifical, fondé en France en 1939. Héritière de la communauté des sœurs hospitalières de Beaune créée par Nicolas Rolin en 1459, elle regroupe à ce titre la communauté beaunoise et d'autres communautés françaises issues de Beaune  (voir rubrique  Expansion).

## Fondation
La congrégation trouve son origine dans l'Hôtel-Dieu fondé en 1443 à Beaune par Nicolas Rolin (1376-1462), chancelier de Philippe III de Bourgogne (Philippe le Bon), et son épouse Guigone de Salins (1403-1470).
Après avoir été dans un premier temps tenu par des Brigittines venues de Valenciennes en 1448, l'Hôtel-Dieu de Beaune accueille des Béguines venues de Mechelen/Malines en 1452, qui adoptent la règle des religieuses hospitalières établie par Rolin, qui est définitivement approuvée par Pie II en 1459.

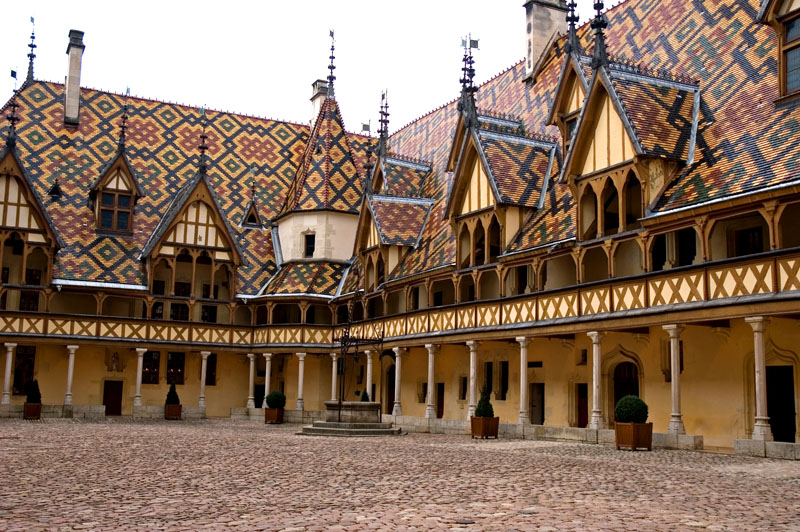
La cour centrale
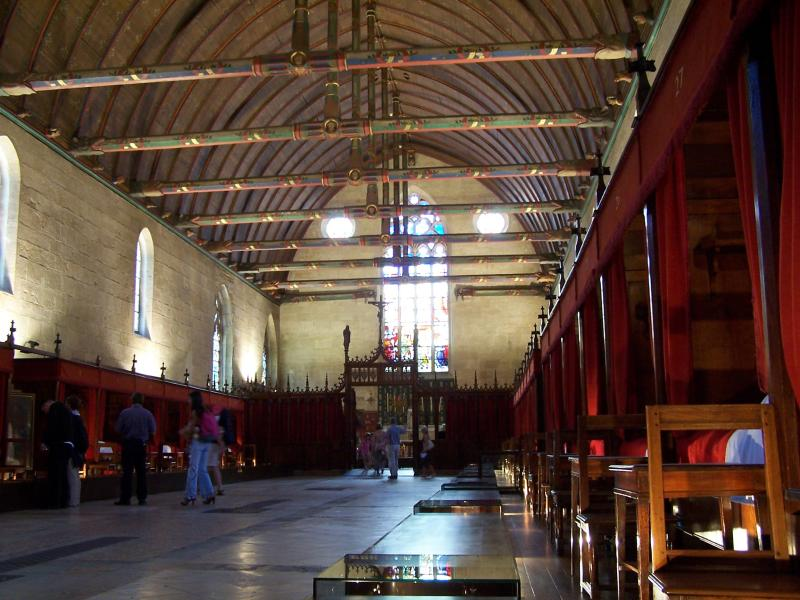
La grande salle des «Pôvres»
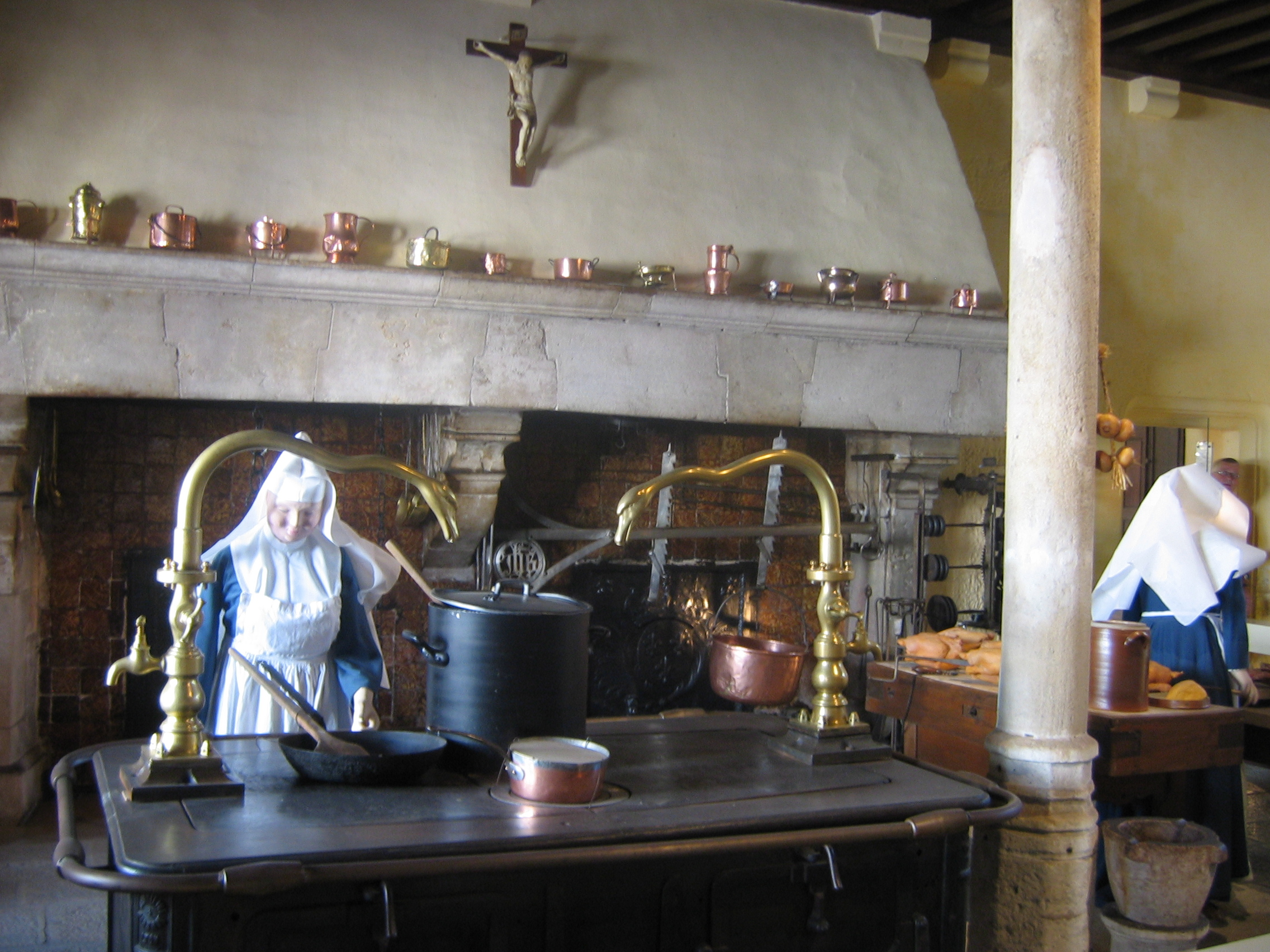
Les cuisines
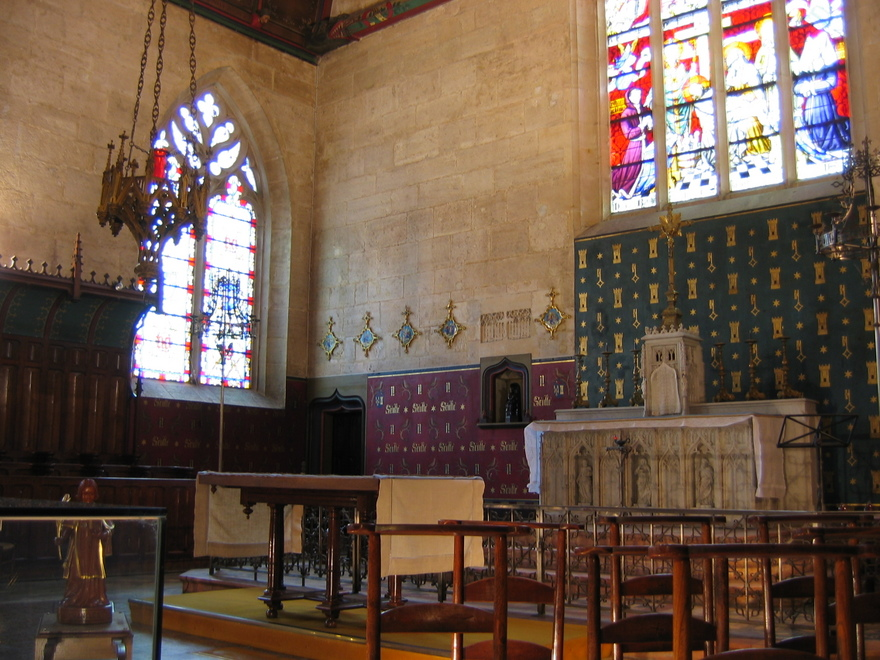
La chapelle

## Expansion

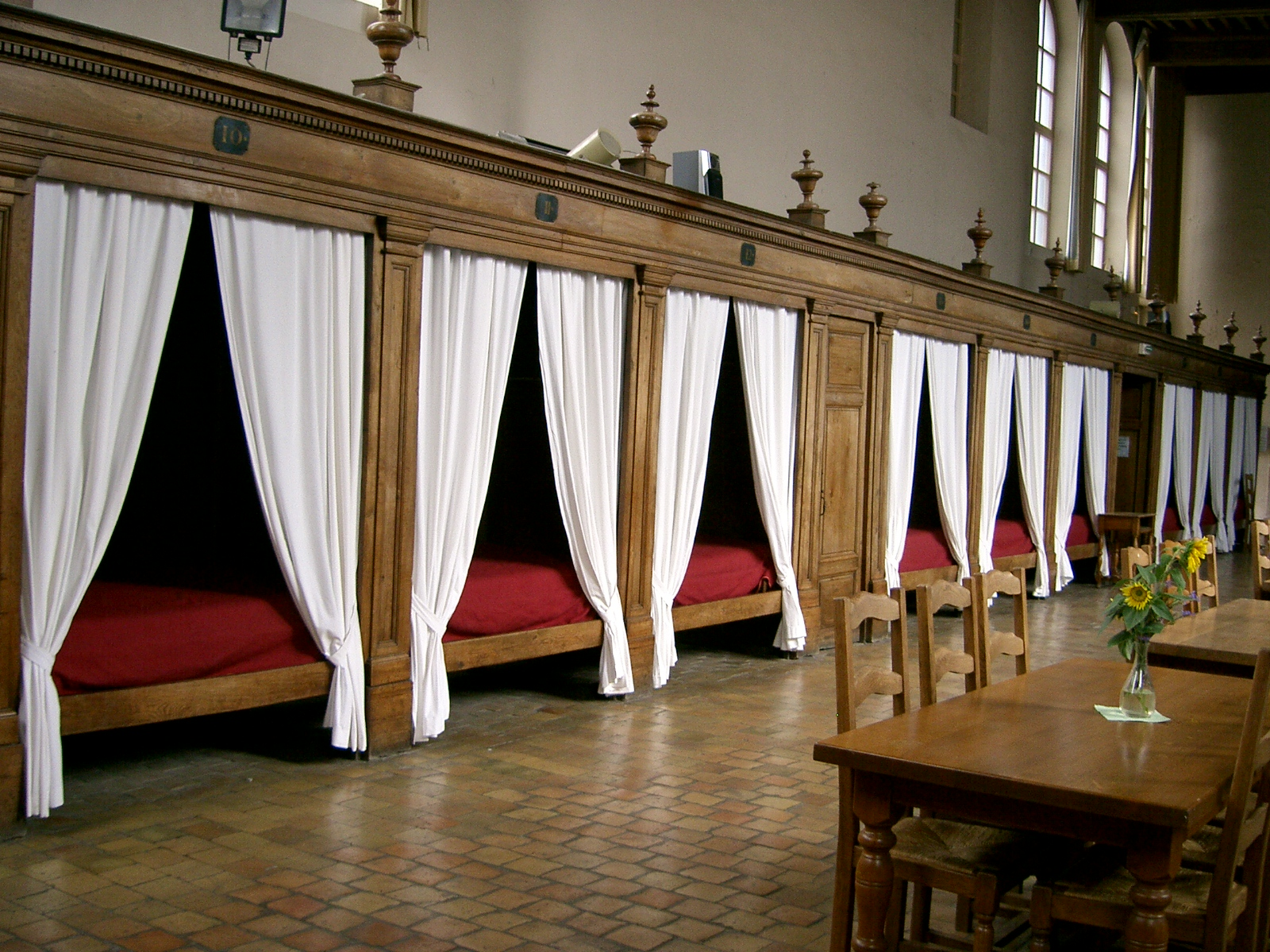
Salle des malades de l'Hôtel-Dieu de Seurre

La communauté de Beaune fit au cours du XVIIe siècle des fondations hospitalières en Bourgogne, Franche-Comté et Dauphiné :
- Chalon-sur-Saône et Paray-le-Monial en 1632 (Hospitalières de Sainte-Marthe de Paray-le-Monial) ;
- Grenoble en 1647 ;
- Auxonne, Saint-Jean-de-Losne et Seurre en 1680 ;
- Dole en 1663 (Hospitalières de Sainte-Marthe de Dole)[1] ;
- Hôtel-Dieu de Tournus en 1672 ;
- Vesoul en 1683 ;
- Arbois et Lons-le-Saunier en 1689.

C'est également sous son influence que fut créée en 1666 la congrégation des Hospitalières filles de l'Adoration de Besançon, approuvée en 1697, et elle-même à l'origine d'une vingtaine de fondations en France et en Suisse, dont Pontarlier, Sion/Sitten en 1773 (Hospitalières de Sion), Porrentruy/Pruntrut (Hospitalières de Porrentruy, fondées en 1765), Fribourg/Freiburg (Hospitalières de Sainte-Marthe de Fribourg), Solothurn/Soleure (fondées en 1788 par Porrentruy), Lucerne (fondées par Besançon en 1830.) et Delémont/Delsberg (Hospitalières Filles de Notre-Dame des Sept Douleurs, fondées en 1851 par Porrentruy).
Au Togo, des hospitalières arrivées en 1998 s'installent à Momé Katihoé. La congrégation des Hospitalières de Notre-Dame de la Compassion est reconnue par l'évêque du lieu  en 2003.
Toutes ces communautés restent cependant indépendantes les unes des autres, tout en gardant des liens avec la communauté-mère de Beaune.

## Évolution
En 1962, les congrégations de France se réunissent en une fédération des Hospitalières issues de Beaune.
La majeure partie des services médicaux quittent l'Hôtel-Dieu en 1971, pour prendre place dans le nouvel hôpital Philippe le Bon, construit en périphérie de la ville. L'activité médicale de l'Hôtel-Dieu de Beaune cesse en 1984, à la suite du départ des derniers services de gériatrie.
En 1984, les constitutions de la Congrégation sont révisées, en réponse à un décret du concile Vatican II, visant à rétablir "l'esprit des origines".
Les archives de la communauté ont été déposées aux Archives municipales de Beaune en 2010.